# Odontesthes argentinensis
Odontesthes argentinensis es una especie de pez atheriniforme de la familia Atherinopsidae. Habita en aguas costeras del Cono Sur de América del Sur, y es denominada comúnmente pejerrey baboso o escardón. Posee una carne sabrosa, por lo que es buscado por los pescadores deportivos. 

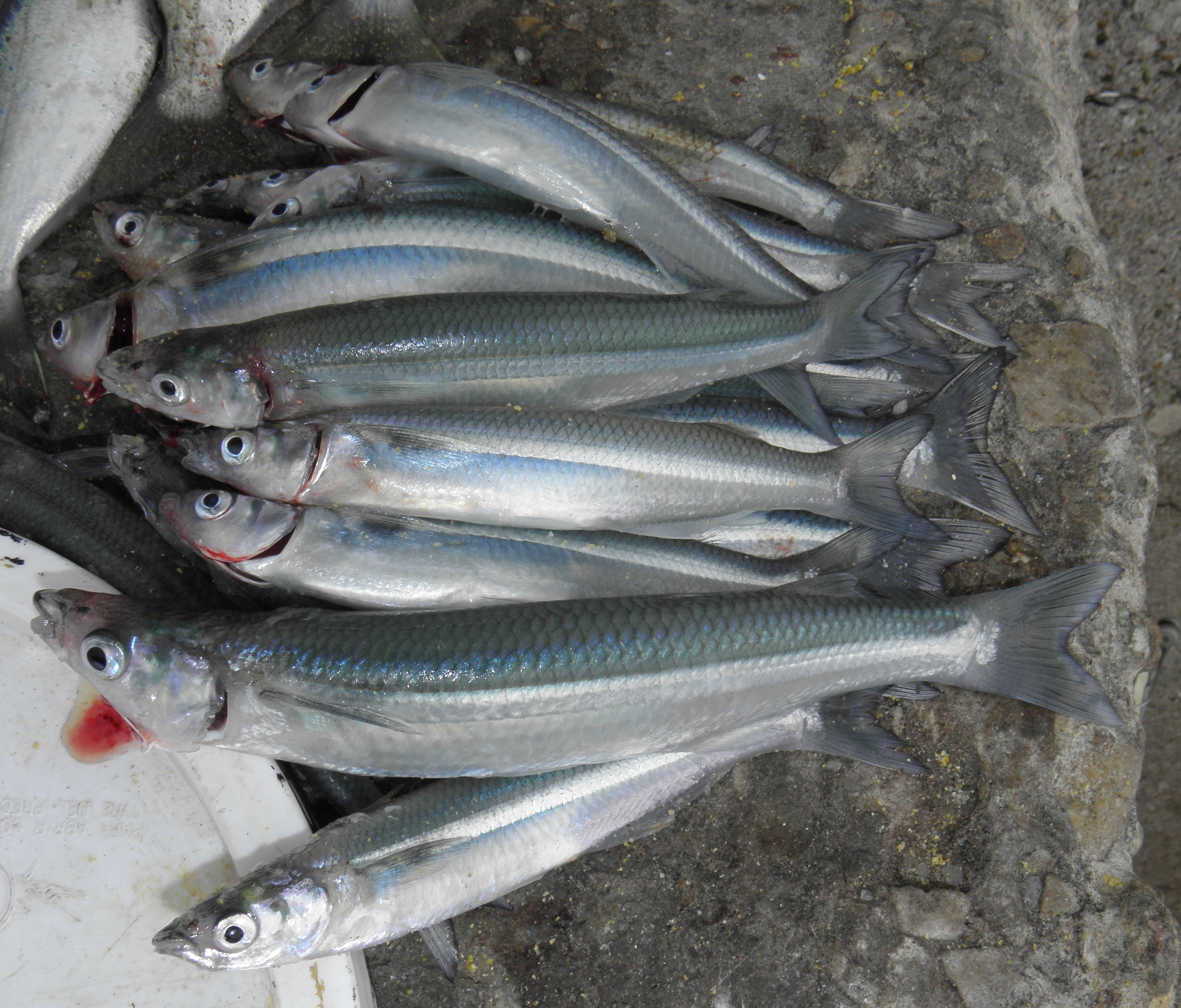
Pejerrey escardón o pejerrey baboso (Odontesthes argentinensis) en Mar del Plata, Argentina.

Esta especie alcanza los 42,1 cm de largo total, siendo las hembras algo mayores que los machos. Esta y O. bonariensis son las especies de pejerreyes de mayor relevancia comercial y recreativa de la Argentina. Ambas especies son sumamente difíciles de diferenciar, siendo su morfología semejante, e interfértiles entre sí.

## Distribución y hábitat
Odontesthes argentinensis habita en aguas marinas costeras, templadas a templado-frías, del sector del océano Atlántico que baña las costas sudorientales de Sudamérica, desde la latitud 25°S en el sur de Brasil, y siguiendo hacia el sur por las costas del Uruguay y el este de la Argentina hasta el noreste de la Patagonia argentina, alcanzando los 43°2′ S en la ribera de la ciudad de Rawson, Chubut,  en el mar Argentino.

## Costumbres

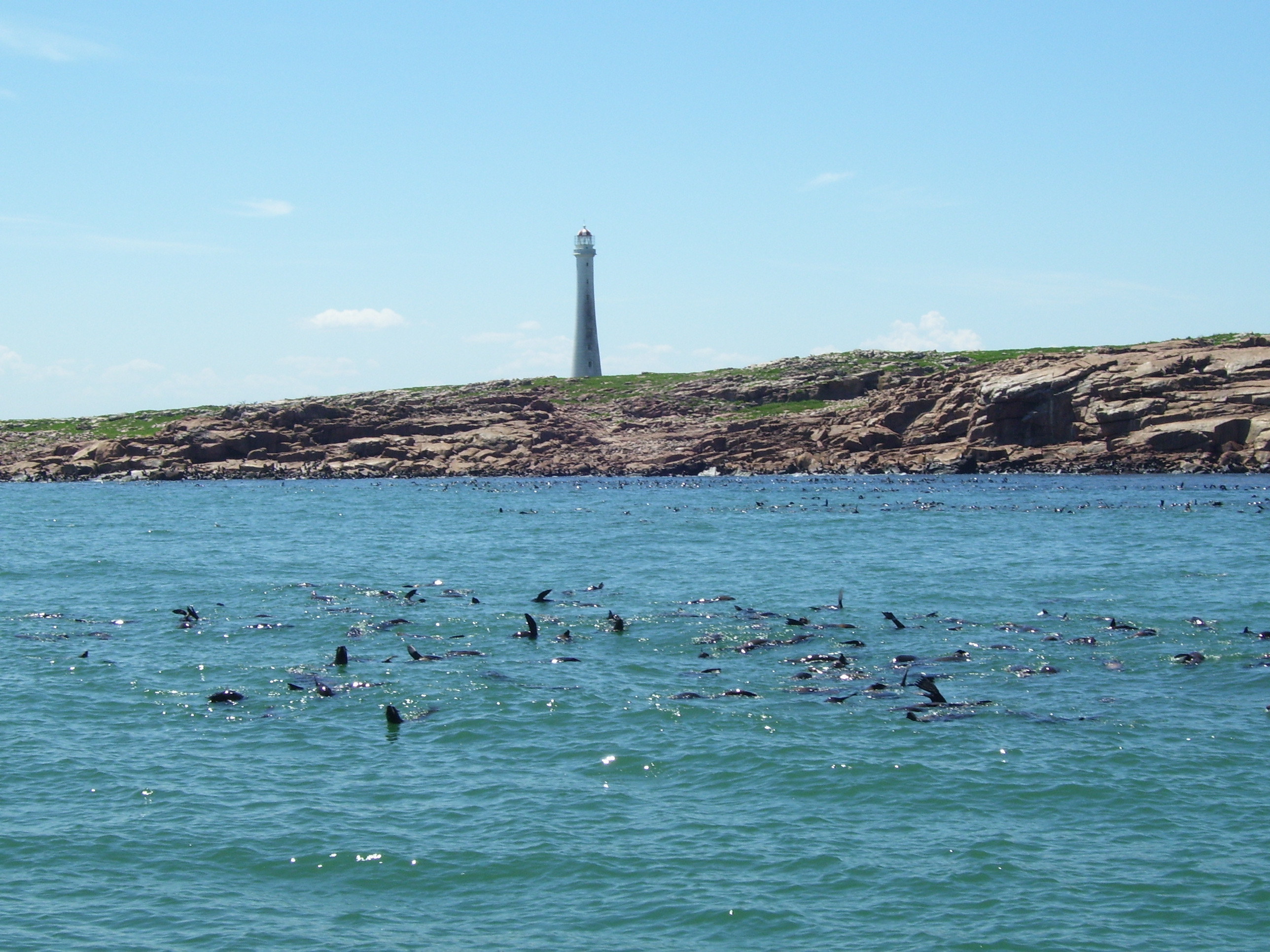
Isla de Lobos, en la costa del Uruguay; ejemplo del hábitat de esta especie.

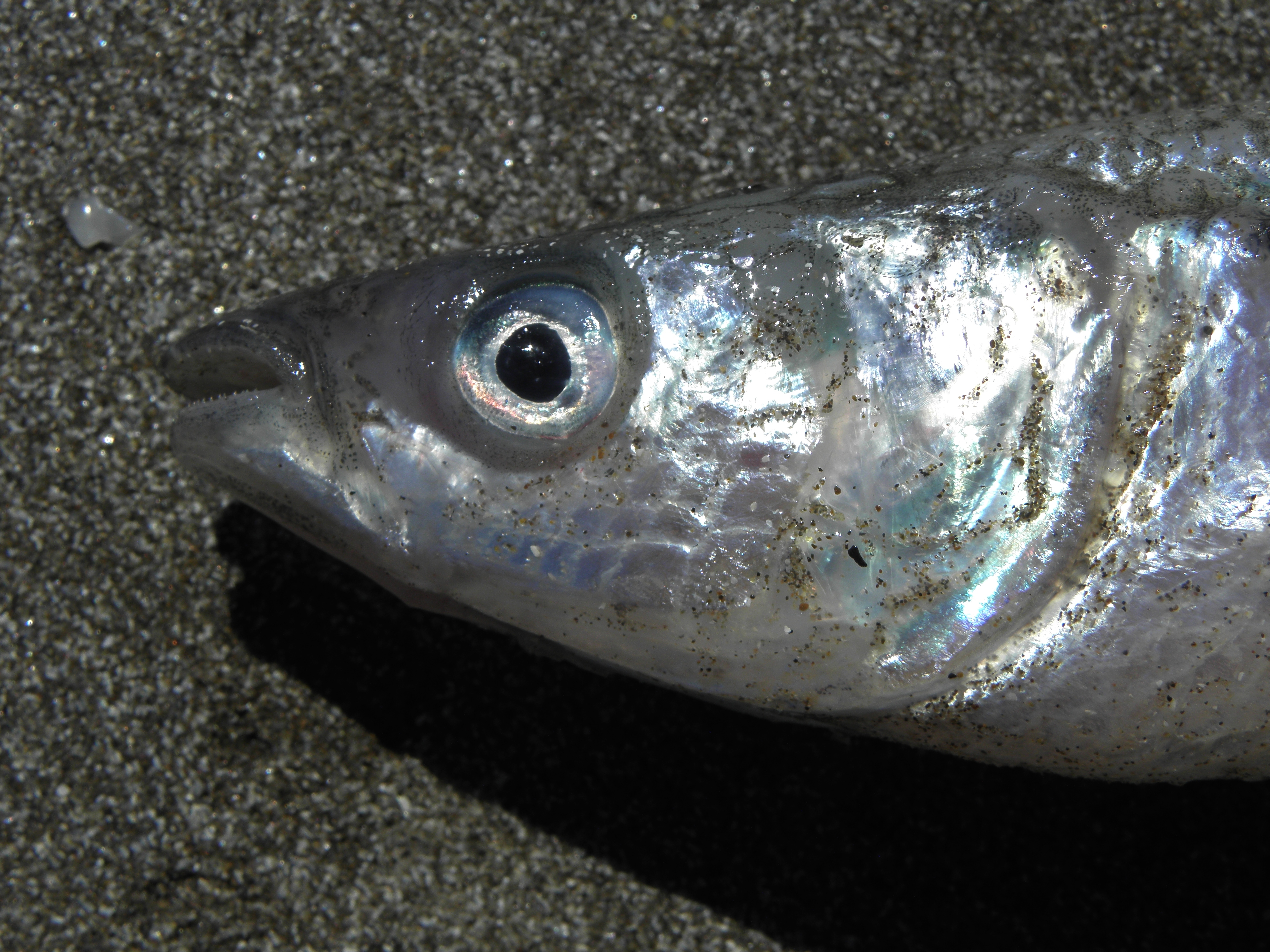
Detalle de la cabeza de un pejerrey escardón o pejerrey baboso (Odontesthes argentinensis) en Punta Rasa, partido de La Costa, provincia de Buenos Aires, Argentina.

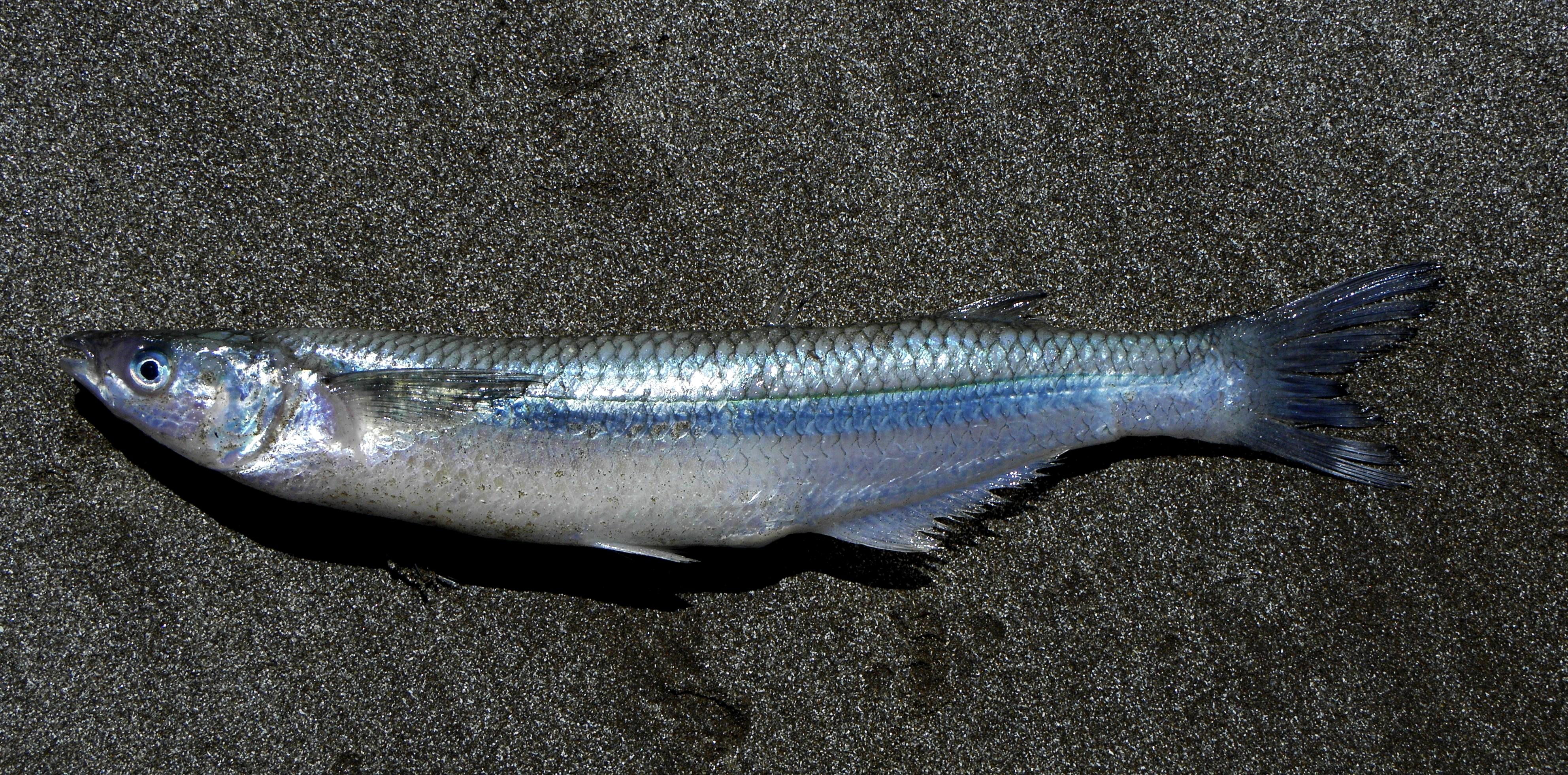
Pejerrey escardón o pejerrey baboso (Odontesthes argentinensis) en Punta Rasa, Argentina.

Habita en aguas muy costeras, de escasa profundidad. Está adaptado a variaciones pronunciadas en la salinidad y temperatura del agua. Los cardúmenes de las poblaciones argentina, al finalizar la primavera y durante el verano, migran hacia tramos estuariales de ríos y albúferas para allí reproducirse. En el litoral de Río Grande del Sur, en cambio, la especie presenta poblaciones siempre marítimas costeras y otras siempre estuarinas (en la laguna de los Patos), ambas diferenciadas, por lo menos fenotípicamente.

## Taxonomía
Esta especie fue descrita originalmente en el año 1835 por el zoólogo francés Achille Valenciennes bajo el nombre científico de Atherina argentinensis. El material empleado fue colectado por Charles Darwin en la bahía de Maldonado, sudeste del Uruguay, durante la campaña del Beagle.

## Características
Características diagnósticas.
- Espinas dorsales: 6;
- Radios blandos dorsales: 9;
- Espinas anales 1;
- Radios blandos anales: 19.

Características generales
Posee un cuerpo comprimido, fusiforme, con escamas medianas, pedúnculo caudal ancho. El color general es celeste-verdoso en lo dorsal, plateado-iridiscente en lo ventral; los flancos muestran estrechas estolas. La cabeza es pequeña, boca protráctil y pequeña, que no alcanza la longitud del ojo, el cual es de tamaño moderado. Dientes diminutos, iguales en ambas mandíbulas. 
Aletas
Todas las aletas son incoloras y transparentes, lo que lo diferencia de O. bonariensis el cual suele tener las aletas pectorales y caudal teñidas con un tono negruzco. Las aletas ventrales son abdominales, y nacen a la longitud del fin de las pectorales, las que son del largo similar a la longitud de la base de la aleta anal. En la región dorsal muestra dos aletas, la anterior es pequeña y se inicia en la longitud del ano; posterior a esta y bien separada se encuentra una segunda, de base y altura mayores. 

## Pesca
Es capturado por flota de rada, empleando lámparas. También redes de arrastre a media agua. Es comercializado entero (fresco o congelado), en filetes, o en "corte mariposa", abierto y eviscerado pero con cabeza.
Los pescadores deportivos lo capturan a flote o fondo, empleando como encarne filetes de la misma u otras especies, camarón, etc.